# Ivajlo Ivanov
Ivajlo Ivanov (in bulgaro Ивайло Иванов?; Montana, 20 luglio 1994) è un judoka bulgaro.
Ha partecipato alle Olimpiadi di Rio de Janeiro 2016 gareggiando negli 81 kg.

## Palmarès
- Europei

Kazan' 2016: bronzo negli 81 kg.
Praga 2020: argento negli 81 kg.
Podgorica 2025: bronzo nei 90 kg.
- Giochi europei

Minsk 2019: argento negli 81 kg.
- Giochi mondiali militari

Wuhan 2019: oro negli 81 kg.
- Europei Under-23

Samokov 2013: oro negli 81 kg.
Bratislava 2015: argento negli 81 kg.
- Europei juniores

Sarajevo 2013: bronzo negli 81 kg.
- Europei cadetti

Teplice 2010: oro nei 73 kg.

### Vittorie nel circuito IJF
| Data             | Località  | Paese               | Categoria  |
| ---------------- | --------- | ------------------- | ---------- |
| 31 ottobre 2015  | Abu Dhabi | Emirati Arabi Uniti | Grand Slam |
| 2 aprile 2016    | Samsun    | Turchia             | Grand Prix |
| 16 novembre 2018 | L'Aia     | Paesi Bassi         | Grand Prix |
| 8 marzo 2019     | Marrakech | Marocco             | Grand Prix |